# Échelle de notation Cooper-Harper
L'échelle de notation des qualités de maniement Cooper-Harper (Handling Qualities Rating Scale - HQRS), parfois appelée échelle de notation Cooper-Harper (Cooper-Harper Rating Scale - CHRS), est une grille d'analyse du maniement des aéronefs utilisée à l'issue de certains essais en vol. Bien que mise au point pendant plusieurs années par son créateur, récompensé pour cela, l'échelle est critiquée pour sa dimension subjective.

## Contexte

### Développement
Après la Seconde Guerre mondiale, les différentes branches militaires des États-Unis ont envoyé différents modèles de leurs aéronefs opérationnels au Ames Aeronautical Laboratory, situé à Moffett Federal Airfield à Mountain View, en Californie, pour évaluer les performances en vol et les qualités de vol des avions. Le laboratoire était dirigé par le NACA, prédécesseur de la NASA. La plupart des vols ont été réalisés par George Cooper, Bob Innis et Fred Drinkwater, et ont eu lieu sur le site d'essai isolé de Crows Landing Naval Auxiliary Landing Field dans la vallée centrale à l'est de Moffett Field.
Ce qui pourrait être la contribution la plus importante des programmes et expérimentations sur les qualités de vol effectuées sur les avions à stabilité variable à Ames est le système de notation standardisé de George Cooper pour évaluer les qualités de vol d'un aéronef. Cooper a développé son système de notation pendant plusieurs années en raison du besoin de quantifier le jugement du pilote sur la maniabilité d'un aéronef de manière utilisable dans le processus de conception de stabilité et de contrôle. Cela est venu en raison de sa perception de la valeur que ce système aurait, et de l'encouragement de ses collègues aux États-Unis et en Angleterre qui étaient familiers avec ses tentatives initiales,.
L'approche de Cooper a imposé une définition précise de la tâche du pilote et de ses normes de performance. De plus, elle a tenu compte des exigences que l'avion imposait au pilote pour accomplir une tâche donnée avec un degré de précision spécifié. L'échelle de notation des opinions des pilotes de Cooper a été publiée pour la première fois en 1957,,. Après plusieurs années d'expérience acquise lors de son application à de nombreux essais en vol et simulations de vol, et grâce à son utilisation par les services militaires et l'industrie aéronautique, l'échelle a été modifiée en collaboration avec Robert (Bob) Harper du Cornell Aeronautical Laboratory (maintenant Calspan) et a été présentée lors d'une réunion du AGARD (en) Flight Mechanics Panel en 1966,,. Après un développement supplémentaire, elle est devenue l'échelle de notation des qualités de vol Cooper-Harper en 1969, une échelle qui reste la norme pour mesurer les qualités de vol.

### Récompenses
En reconnaissance de ses nombreuses contributions à la sécurité aérienne, Cooper a reçu le Prix de la Sécurité de Vol Admiral Luis de Florez en 1966, et le Prix de Pilote d'Essai Richard Hansford Burroughs, Jr. en 1971. Après sa retraite, lui et Bob Harper ont été sélectionnés par l'American Institute of Aeronautics and Astronautics pour reprendre l'échelle de notation Cooper-Harper lors des conférences Wright Brothers en aéronautique de 1984.

## Échelle
Une évaluation des qualités de maniement (Handling Qualities Rating - HQR) ne peut pas être attribuée à un aéronef de manière absolue, comme dans "Cet aéronef est un aéronef HQR 5". Toute évaluation HQR nécessite une tâche bien définie et reproductible, un pilote bien formé et activement engagé dans l'accomplissement de cette tâche, ainsi qu'un aéronef.

## Autres échelles
Bien que l'échelle Cooper-Harper reste la seule échelle bien établie pour évaluer les qualités de vol des aéronefs, son format unidimensionnel manque de pouvoir diagnostique et a également été critiqué pour sa faible fiabilité. L'échelle des qualités de maniement des aéronefs de Cranfield (Cranfield Aircraft Handling Qualities Rating Scale - CAHQRS), développée à l'École d'Ingénierie de l'Université de Cranfield, est un système d'évaluation multidimensionnel,. Elle a été développée en combinant des concepts de deux échelles établies auparavant : l'échelle de charge de travail NASA Task Load Index (TLX) et l'échelle Cooper-Harper. Une série d'essais de validation dans un simulateur de vol d'ingénierie avec une gamme de lois de contrôle a montré que le CAHQRS était au moins aussi efficace que l'échelle Cooper-Harper. Cependant, le CAHQRS a également démontré une meilleure capacité diagnostique et une meilleure fiabilité que la Cooper-Harper. L'acceptation de cette nouvelle échelle par l'industrie aérospatiale reste toutefois à démontrer.

### Sources
- George E. Cooper et Robert P. Jr. Harper, « The Use of Pilot Rating in the Evaluation of Aircraft Handling Qualities », sur NASA, avril 1969
- « Flight Research at Ames 1940-1997, Chapter 4 - Flying Qualities, Stability and Control, and Performance Evaluations »
- George E. Cooper et Robert P. Jr. Harper, « Handling Qualities and Pilot Evaluation, 1984 Wright Brothers Lectureship in Aeronautics »
- « Advisory Circular - Flight Test Guide For Certification Of Transport Category Airplanes, Appendix 5 - FAA Handling Qualities Rating Method (HQRM) », Federal Aviation Administration (FAA), 16 octobre 2012
- « NASA Procedural Requirements, Human-Rating Requirements for Space Systems, Chapter 3 - Technical Requirements for Human-Rating », NASA, 10 juillet 2017
- « Aeronautical Design Standard Performance Specification: Handling Qualities Requirements for Military Rotorcraft », United States Army Aviation and Missile Command, 21 mars 2000
- K.H. Payne et D. Harris, « A psychometric approach to the development of a multidimensional scale to assess aircraft handling qualities », International Journal of Aviation Psychology, vol. 10, no 4,‎ 2000, p. 343–362 (DOI 10.1207/S15327108IJAP1004_3, S2CID 109466954)
- D. Harris, J. Gautrey, K. Payne et R. Bailey, « The Cranfield Aircraft Handling Qualities Rating Scale: a multidimensional approach to the assessment of aircraft handling qualities », The Aeronautical Journal, vol. 104, no 1034,‎ 2000, p. 191–198 (DOI 10.1017/S0001924000028098, S2CID 114515895)